# Money (singel Lisy)
Money – singiel tajskiej raperki i tancerki Lisy (właśc. Lalisa Manobal) z debiutanckiego albumu Lalisa. Piosenka została wydana przez Interscope Records 9 listopada 2021 roku jako drugi singiel albumu. 
„Money” odniosło komercyjny sukces na całym świecie i osiągnęło dziesiąte miejsce na liście Billboard Global 200, stając się drugim utworem Lisy w pierwszej dziesiątce oraz najdłużej utrzymującą się na listach piosenką k-popowego solisty w tamtym czasie. Utwór zdobył pierwsze miejsce w Malezji oraz znalazł się w pierwszej dziesiątce w Czechach, na Węgrzech, w Indiach, Singapurze i na Słowacji. Piosenka pojawiła się na listach przebojów w 26 krajach, stając się również najdłużej notowaną piosenką k-popowej solistki na amerykańskiej liście Billboard Hot 100 oraz, między innymi, na brytyjskiej liście UK Singles Chart.
Utwór jest różnie odbierany przez krytyków muzycznych – chwalony za umiejętności raperskie i pewność siebie piosenkarki, ale krytykowany za kompozycję i tekst.
W 2023 roku singiel został wpisany do Księgi rekordów Guinnessa jako pierwszy k-popowy utwór solowego artysty, który osiągnął miliard odtworzeń na Spotify. Natomiast w 2024 roku piosenka przekroczyła miliard wyświetleń, co uczyniło Lisę drugą solistką, wykonującą utwory z gatunku k-pop, oraz trzecią solistką w skali globalnej, która osiągnęła ten wynik. 
Piosenka otrzymała diamentową płytę w Brazylii oraz złote płyty we Francji, Polsce, Portugalii i Hiszpanii.

## Tło i historia wydania
25 sierpnia 2021 roku wytwórnia YG Entertainment ogłosiła, że Lisa zadebiutuje swoim solowym albumem zatytułowanym jej imieniem – Lalisa. Singiel „Money” został potwierdzony 5 września jako utwór bonusowy na liście utworów wyżej wspomnianego albumu. Piosenka została wydana wraz z albumem 9 września 2021 roku. 24 września opublikowano teledysk „Money” na kanale Blackpink na YouTube w formie występu tanecznego, który został wyreżyserowany przez Lee Sang-yoona.
Po premierze singiel „Money” szybko zyskał popularność na TikToku i Instagram Reels w formie tanecznych interpretacji i przeróbek związanych z serialem Squid Game i zaczął zdobywać coraz wyższe pozycje na międzynarodowych listach przebojów. W odpowiedzi na duży sukces utworu wytwórnia Interscope Records wysłała go do wielu amerykańskich stacji radiowych, grających współczesne hity, jako drugi singiel z albumu Lalisa 9 listopada 2021 roku.
Ostatnie wydanie piosenki zostało stworzone w grudniu 2023 roku przez wytwórnię YG Entertainment i Interscope Records.

## Kompozycja
Tekst został napisany przez Bekuh Booma i Vince’a, a muzykę skomponowali wyżej wspomniani twórcy wraz z 24 i R.Tee. Styl utworu nawiązuje do amerykańskiego rapu o tematyce pieniędzy i posiadania bogactwa. Piosenka został skomponowana w tonacji e-moll o tempie 140 uderzeń na minutę i jest opisywana przez dziennikarzy jako dynamiczna piosenka hiphopowa. Nolan Feeney z Billboard wyjaśnił, że muzyka jest bliska „współczesnemu amerykańskiemu rapowi” i jest „zbudowana wokół leniwej pętli dętej”.

## Teledysk
20 września 2021 roku ogłoszono wydanie „ekskluzywnego teledysku przedstawiającego układ choreograficzny” do utworu „Money”, którego reżyserem jest Lee Sang-yoon. Początkowo wideo było zaplanowane na 23 września o północy czasu koreańskiego, lecz premiera została przesunięta o dzień z powodu opóźnienia w postprodukcji z racji święta Chuseok. Został on teledyskiem k-popowym, który najszybciej osiągnął 500 milionów wyświetleń na YouTube, robiąc to w niecałe sześć miesięcy. 27 maja 2024 roku wideo przekroczyło miliard wyświetleń na YouTube. Dzięki temu Lisa została trzecią solową artystką k-popopową w historii, której teledysk osiągnął miliard wyświetleń, po „Gangnam Style” autorstwa Psy oraz „Solo” koleżanki z zespołu – Jennie. 11 października 2021 roku opublikowano film z próbą taneczną, który znalazł się na szczycie światowej listy trendów na YouTube i osiągnął 10 milionów wyświetleń w ciągu jednego dnia.
W teledysku do utworu „Money” Lisa wraz z zespołem tancerzy wykonuje choreografię osadzoną w dwóch zmieniających się sceneriach. Pierwsza z nich ukazuje artystkę tańczącą na opuszczonym pasie startowym ubraną w strój w kolorze khaki oraz zielone szelki marki Celine. W tle widoczny jest podświetlony billboard z napisem: „Money is a terrible master, but an excellent servant” („Pieniądze są okropnym panem, ale doskonałym sługą.”). Druga sceneria rozgrywa się w przestrzeni magazynowej z białym ekranem LED w tle, gdzie Lisa występuje w bluzce w kratę, braletce, czerwonych szortach oraz futrzanych butach.

## Wyróżnienia
„Money” zadebiutował na 44. miejscu na liście Billboard Global 200 i na 24. miejscu na liście Global Excl. U.S. w wydaniu listy przebojów z dnia 25 września 2021 roku i awansował odpowiednio na 19. i 11. miejsce w wydaniu listy przebojów z dnia 16 października. Piosenka awansowała z 19. na 10. miejsce na liście Global 200 z 66,3 milionami odtworzeń (wzrost o 28%) i 4400 sprzedanych egzemplarzy (wzrost o 6%) w wydaniu listy przebojów z dnia 23 października. Piosenka awansowała również z 11. na 7. miejsce na liście Global Excl. U.S. z 61,5 milionami odtworzeń (wzrost o 28%) i 3 tys. sprzedanych egzemplarzy (spadek o 3%) w tym samym tygodniu. To był drugi hit Lisy w pierwszej dziesiątce na obu listach przebojów po „Lalisie” i uczynił ją trzecią artystką k-popową po BTS i Blackpink, która pojawiła się w pierwszej dziesiątce globalnej listy przebojów więcej niż jeden raz. Singiel „Money” znajdowało się na liście Global 200 przez 29 tygodni, a na Global Excl. U.S. przez 34 tygodnie, stając się najdłużej utrzymującą się na listach przebojów piosenką solowego artysty k-popowego i drugą najdłużej utrzymującą się na listach przebojów piosenką artystki k-popowej za singlem Blackpink „How You Like That”. Piosenka wspięła się również na 5. miejsce na Spotify Global Chart i stała się najczęściej słuchaną piosenką solowego artysty k-popowego i artystki k-popowej na platformie Spotify. W 2023 roku singiel stał się pierwszym utworem k-popowym solowego artysty, który osiągnął miliard odtworzeń na Spotify, co zapewniło jej rekord Guinnessa.

## Certyfikaty sprzedaży w przemyśle muzycznym
| Państwo         | Certyfikat       | Sprzedaż |
| --------------- | ---------------- | -------- |
| Brazylia        | diamentowa płyta | 160 000  |
| Francja         | złota płyta      | 100 000  |
| Włochy          | złota płyta      | 50 000   |
| Polska          | złota płyta      | 25 000   |
| Portugalia      | złota płyta      | 5 000    |
| Hiszpania       | złota płyta      | 30 000   |
| Wielka Brytania | srebra płyta     | 200 000  |

## Występy na żywo
Podczas trasy koncertowej Born Pink World Tour zespołu Blackpink, rozpoczętej się w październiku 2022 roku, Lisa wykonała utwór „Money” z wydłużonym wstępem, w którym zaprezentowała taniec na rurze jako element swojego solowego występu. W kwietniu 2023 roku Lisa wykonała nową, wyzywającą wersję tańca podczas koncertu Blackpink jako gwiazdy wieczoru Coachella Valley Music and Arts Festival. 2 lipca 2023 roku podczas koncertu Blackpink jako gwiazdy wieczoru na BST Hyde Park w Londynie ponownie wykonała występ taneczny, który prezentowała w kwietniu, ale w jej wydłużonej wersji. 26 stycznia 2024 roku Lisa wykonała składankę utworów „Lalisa” oraz „Money” podczas charytatywnej gali Le Gala des Pièces Jaunes w Paryżu zorganizowanej przez Pierwszą Damę Francji, Brigitte Macron.